# Karise (plaats)
Karise is een plaats in de Deense regio Seeland, gemeente Fakse. De plaats telt 2186 inwoners (2008).